# علي آل الشيخ
علي بن حسين آل الشيخ (ت : 1257 هـ , 1841) عالم دين سعودي، اسمه علي بن حسين ابن الشيخ محمد بن عبد الوهاب. ولد في الدرعية، فنشأ وترعرع فيها، ثم قرأ على علماء الدرعية، وكان أشهر مشائخه والده وعماه عبد الله بن محمد بن عبد الوهاب وعلي بن محمد بن عبد الوهاب؛ كما قرأ على الشيخ حمد بن ناصر بن معمر.

## نسبه
الشيخ علي من أسرة آل الشيخ المشهورة وهم من آل مشرف عشيرة من المعاضيد من فخذ آل زاخر الذين هم بطن من الوهبة من بني حنظلة من قبيلة بني تميم.

## حياته العملية
عينه الإمام سعود الكبير بن عبد العزيز بن محمد آل سعود ثالث حكام الدولة السعودية الأولى على قضاء الدرعية، واستمر فيها حتى استولى عليها إبراهيم باشا وشرع في تعذيب العلماء والأعيان من أهلها فكان علي بن حسين أحد الفارين من سطوته وقبضته، فهرب إلى رأس الخيمة في ظل القواسم في ساحل الخليج العربي مع قاضي آخر هو عبد الله بن أحمد الوهيبي  وأربعة علماء آخرين، فلما استطاع الإمام تركي بن عبد الله بن محمد آل سعود تأسيس الدولة السعودية الثانية عاد علي إلى نجد وأقام بمدينة الرياض، فعينه الإمام تركي قاضيا في حوطة بني تميم جنوب منطقة الرياض، ثم نقله إلى قضاء الرياض.

## رأي ابن بشر
قال المؤرخ ابن بشر عن علي بن حسين ال الشيخ: «فأما على فهو الشيخ الفاضل وحاوي الفضائل العلامة في الأصول والفروع الجامع بين المعقول والمشروع كشاف المشكلات مفتاح خزائن أسرار الآيات قاضي الدرعية بوجود أعمامه وخليفتهم فيها إذا غابوا زمن سعود وابنه عبد الله وكان له المعرفة التامة في الحديث والفقه والتفسير وغير ذلك».

## رثاء الدرعية
رثى الشيخ علي بن حسين ابن الشيخ محمد بن عبد الوهاب الدرعية بعد فراره منها سنة 1233هـ/1818م، وقد أرخ ما فعله إبراهيم باشا وقواته في قوله:

## وفاته
بقي علي بن حسين آل الشيخ في قضاء مدينة الرياض حتى توفي عام 1257 هـ الموافق 1841.